# Gregg Berhalter
Gregg Berhalter (ur. 1 sierpnia 1973 w Englewood, New Jersey) – amerykański trener piłkarski, a także piłkarz pochodzenia irlandzkiego, który występował na pozycji obrońcy.
Jego syn Sebastian Berhalter również jest piłkarzem.

## Kariera klubowa
Berhalter karierę rozpoczynał w zespole North Carolina Tar Heels z uczelni University of North Carolina at Chapel Hill. Grał tam w latach 1991–1994. W tym samym czasie, w 1993 roku reprezentował barwy drużyny Raleigh Flyers z USISL.
W 1994 roku trafił do holenderskiego FC Zwolle z Eerste divisie. Spędził tam 2 lata, w 1996 roku został graczem Sparty Rotterdam z Eredivisie. W tych rozgrywkach zadebiutował 12 kwietnia 1997 roku w przegranym 1:4 pojedynku z Rodą Kerkrade. Barwy Sparty reprezentował również przez 2 lata.
W 1998 roku Berhalter odszedł do Cambuuru Leeuwarden, także grającego w Eredivisie. Pierwszy ligowy mecz zaliczył tam 9 września 1998 roku przeciwko NEC Nijmegen (2:2). 16 grudnia 1998 roku w wygranym 3:2 spotkaniu z NAC Breda strzelił pierwszego gola w Eredivisie. W Cambuurze grał 2 lata.
W 2000 roku podpisał kontrakt z angielskim Crystal Palace. W Division One zadebiutował 20 lutego 2001 roku w przegranym 0:1 pojedynku z Barnsley. W ciągu 2 lat w barwach Crystal Palace rozegrał 19 spotkań i zdobył 1 bramkę.
W 2002 roku Berhalter odszedł do niemieckiego Energie Cottbus. W Bundeslidze zadebiutował 11 września 2002 roku w wygranym 3:1 spotkaniu z Hannoverem 96. W 2003 roku spadł z zespołem do 2. Bundesligi. W Energie spędził jeszcze 3 lata. W 2006 roku przeszedł do TSV 1860 Monachium, również z 2. Bundesligi, gdzie występował przez 3 lata.
W 2009 roku wrócił do Stanów Zjednoczonych, gdzie podpisał kontrakt z Los Angeles Galaxy. W MLS pierwszy mecz zaliczył 12 kwietnia 2009 roku przeciwko CD Chivas USA (0:0). W tym samym roku zajął z klubem 2. miejsce w MLS Cup.

## Kariera reprezentacyjna
W reprezentacji Stanów Zjednoczonych Berhalter zadebiutował 19 października 1994 roku w przegranym 1:2 towarzyskim meczu z Arabią Saudyjską. W 1995 roku został powołany do kadry na Copa América. Nie zagrał na nim w żadnym pojedynku, a zespół Stanów Zjednoczonych zakończył turniej na 4. miejscu.
W 1998 roku wziął udział w Złotym Pucharze CONCACAF. Wystąpił na nim w spotkaniu z Kubą (3:0). Na tamtym turniej Stany Zjednoczone zajęły 2. pozycję.
W 1999 roku Berhalter znalazł się w zespole na Puchar Konfederacji. Wystąpił na nim w 3 meczach: z Brazylią (0:1), Meksykiem (0:0, 0:1 po dogrywce) i Arabią Saudyjską (2:0). Tamten Puchar Konfederacji drużyna USA zakończyła na 3. miejscu.
W 2002 roku był uczestnikiem Mistrzostw Świata. Zagrał na nich w pojedynkach z Meksykiem (2:0) i z Niemcami (0:1), a Amerykanie odpadli z mundialu w ćwierćfinale.
W 2003 roku Berhalter ponownie wziął udział w Pucharze Konfederacji. Wystąpił tam w spotkaniach z Turcją (1:2) i Brazylią (0:1), a zespół USA turniej zakończył na fazie grupowej.
W 2006 roku po raz drugi znalazł się w kadrze na Mistrzostwa Świata, na których nie zagrał jednak ani razu. Amerykanie odpadli z nich po fazie grupowej.
W latach 1994–2006 w drużynie narodowej Berhalter rozegrał w sumie 44 spotkania.